# سید درویش (فیلم)
سید درویش (فیلم) (انگلیسی: Sayed Darwish) یک فیلم به کارگردانی احمد بدرخان است که در سال ۱۹۶۶ منتشر شد. از بازیگران آن می‌توان به عادل امام اشاره کرد.